# 가도 (도로)

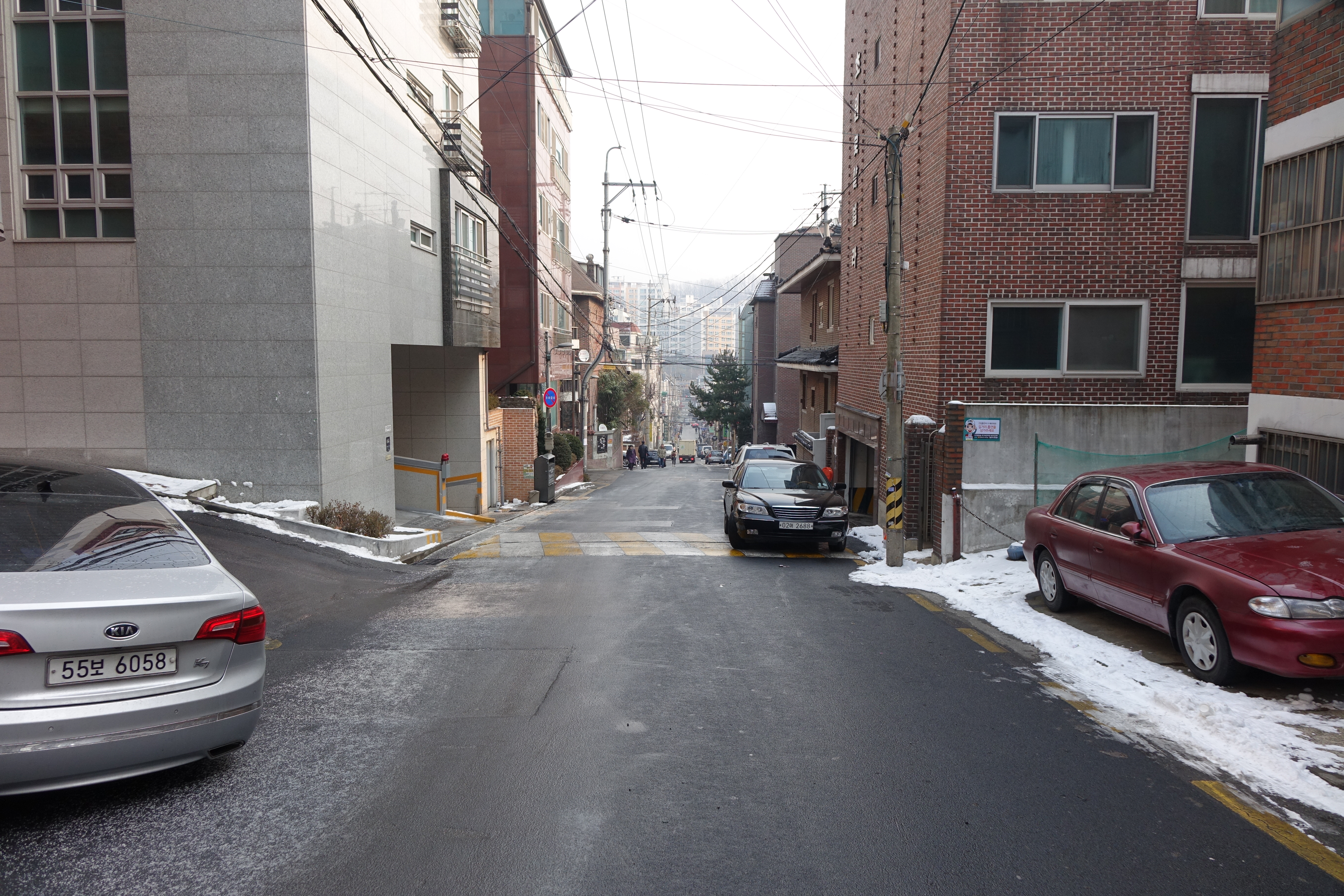
서울 서초구 방배로13길의 가도

가도(街道)는 중앙과 지방, 또는 도시와 도시를 잇는 교통량이 많은 간선 도로이다.
일본어 카이도(街道)가 기원이며, 에도 시대부터 시작된 일본의 도로였다. 고대 로마 도로의 아피아 가도(Appian Way)와 같은 교통수단에서 중요한 역할을 했다. 주요 예로는 모두 에도(현재의 도쿄)에서 시작된 에도 5도로가 있다. 사소한 예로는 호쿠리쿠 가도(Hokuriku Kaidō) 및 나가사키 가도(Nagasaki Kaidō)와 같은 하위 경로가 있다.
그러나 가도에는 오기칠도라고 불리는 훨씬 더 오래된 야마토 정부 시스템의 일부인 산요도, 산인도, 난카이도, 사이카이도가 포함되지 않는다. 이 이름은 행정 단위와 해당 단위 내의 도로에 사용되었다.
현대 일본의 많은 고속도로와 철도 노선은 고대 경로를 따르며 동일한 이름을 가지고 있다. 초기 도로는 수도인 나라나 교토에서 뻗어 나갔다. 나중에는 에도가 기준이 되었고, 오늘날에도 일본은 도쿄 주오의 니혼바시에서 고속도로를 따라 방향을 계산하고 거리를 측정한다.